# Жиркур ле Вјевил
Жиркур ле Вјевил (фр. Gircourt-lès-Viéville) насеље је и општина у североисточној Француској у региону Лорена, у департману Вогези која припада префектури Епинал.
По подацима из 2011. године у општини је живело 173 становника, а густина насељености је износила 20,5 становника/km². Општина се простире на површини од 8,44 km². Налази се на средњој надморској висини од 335 метара (максималној 376 m, а минималној 259 m).

## Демографија
| 1962. | 1968. | 1975. | 1982. | 1990. | 1999. | 2011. |
| ----- | ----- | ----- | ----- | ----- | ----- | ----- |
| 193   | 164   | 147   | 154   | 161   | 171   | 173   |

График промене броја становника у току последњих година